# Theater der Unterdrückten

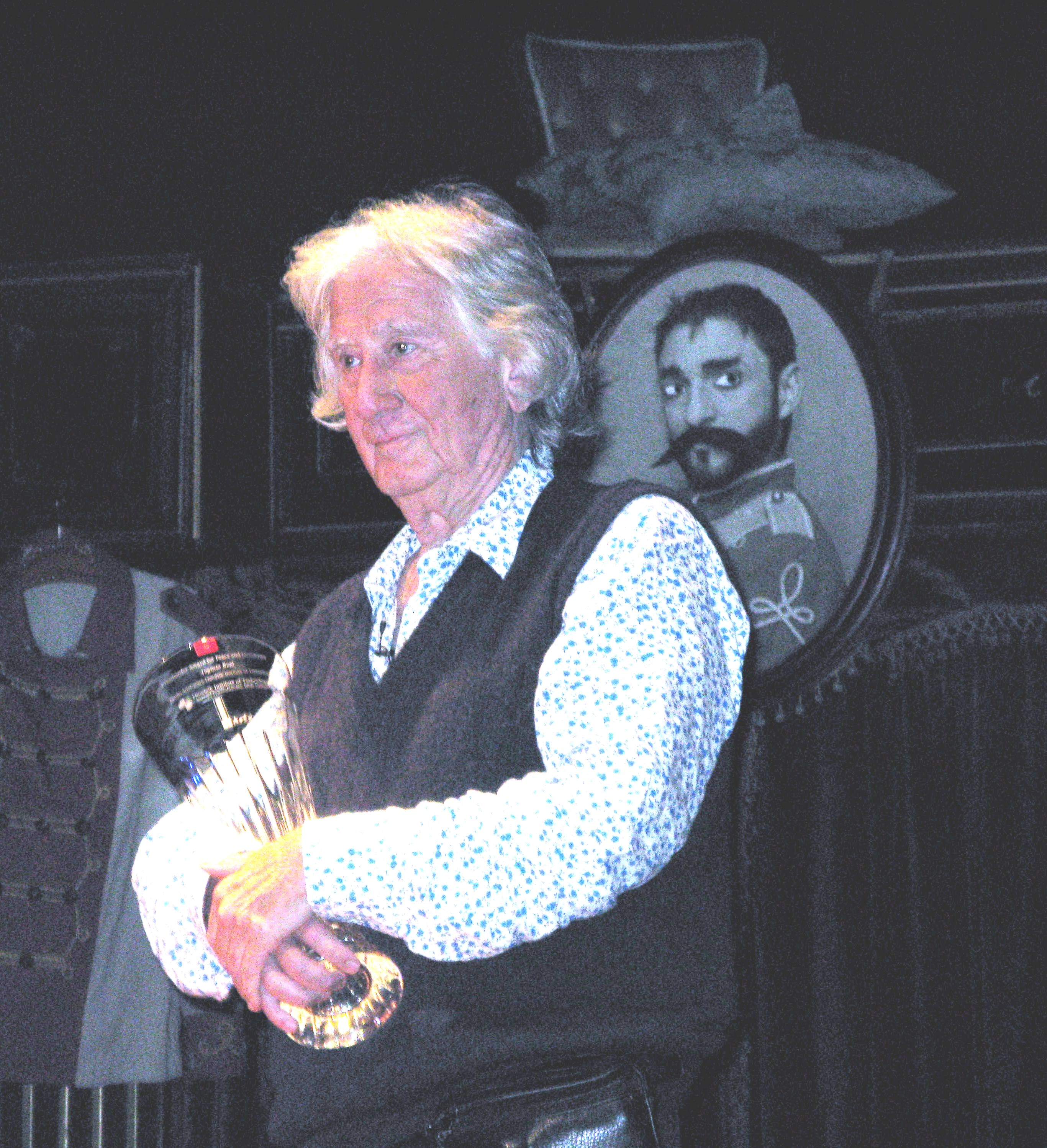
Augusto Boal

Das Theater der Unterdrückten ist eine Methodenreihe von Augusto Boal, Rio de Janeiro. Es kam in der Zeit seines Exils in den 1970er-Jahren mit ihm nach Frankreich (Zentrum zur Heilung von Autoritäts- und Erziehungsschäden) und in Workshops nach Deutschland. Vor allem das Forumtheater hat nach der Arbeit mit Schauspielern vor allem Eingang in die politische Bildung gefunden und wird in etwa 70 Ländern weltweit praktiziert.

## Methoden
Das Theater der Unterdrückten kombiniert Kunst und Selbsterfahrung mit politischem Probehandeln. Es bietet viele Möglichkeiten der Aktivierung von im Alltag oft unterdrückten oder vernachlässigten sozialen und kommunikativen Ressourcen in der spielerischen, ästhetischen und theatralen Begegnung von Menschen. Augusto Boals Theater der Unterdrückten geht von zwei Grundsätzen aus: Das Publikum als passives Wesen und Objekt soll zum Aktivisten der Handlung werden. Das Theater soll sich nicht nur mit der Vergangenheit beschäftigen, sondern ebenso mit der Zukunft und deren Möglichkeiten.
Dabei ist der Dialog im Zusammenspiel zwischen Trainern und Regisseuren sowie den Teilnehmern zentraler Bestandteil. Nicht der Regisseur bestimmt die Inhalte der Szenen und Theaterstücke, sondern die Teilnehmenden setzen die thematischen Schwerpunkte. Befreiung aus Alltagszwängen, Einsicht in eigenes Handeln, Infragestellung von gesellschaftlichen Unterdrückungs-Spielregeln etc. sind wichtige Zielsetzungen in der Arbeit – sie fließen in die Techniken und Formen dieses Theaters ein.
Das Forumtheater will das passive Publikum aktivieren. Doch Aktivierung versteht sich nicht als Selbstzweck. Wer im Theater sich aus vorgegebenen (Konsum-)Rollen befreit, der ist auch imstande, sich im Alltag in ähnlichen Situationen couragiert zu verhalten. Von daher kann es gerade in der (sozial-)pädagogischen und sozialtherapeutischen Arbeit Impulse vermitteln, die eine kognitiv orientierte Unterrichtspraxis nicht leistet.
Im Forumtheater werden durch Modellszenen Fragen aufgeworfen. Das Publikum kann sich in die dargestellten Szenen einwechseln und die Schauspieler, die Schwache, Diskriminierte oder Benachteiligte spielen, ersetzen. Hier geht es um die Antworten auf Fragen: Was würde ich in der dargestellten gespielten Situation tun? Wie können wir durch unsere Ideen und unser Handeln die Szenen verändern? Forumtheater ist also (ästhetisches) Training für zukünftiges Handeln in brisanten Konfliktsituationen.
Legislatives Theater ist eine Weiterführung des Forumtheaters in die politische Auseinandersetzung: In Rio de Janeiro wurden mit neunzehn Basisgruppen in den Stadtvierteln etwa 60 Gesetzesvorschläge für das Stadtparlament erarbeitet, von denen dreizehn sofort durchgesetzt werden konnten. 
Die Anwendung im europäischen Raum wurde auf internationalen Konferenzen zwar erörtert, bedingt aber auch die zuverlässige Mitarbeit von Parlamentariern, an der es bisher fehlt.
Eine ältere Methode ist das Unsichtbare Theater, das Boal aus der Theatertradition der nachrevolutionären Sowjetunion der 1920er-Jahre übernommen und adaptiert hat. Es werden Theaterszenen von Schauspielern in der Öffentlichkeit (z. B. auf der Straße, im Kaufhaus etc.) gespielt, ohne dass das Publikum weiß, dass es sich hier um ein inszeniertes Ereignis handelt.
Auch nach Abschluss einer solchen Vorstellung wird das Publikum nicht aufgeklärt. Zweck der Aktion ist es, mit den gespielten Szenen Unterdrückungsmechanismen in einer Gesellschaft aufzuzeigen. Es ist erklärtes Ziel des unsichtbaren Theaters, die Zuschauer dazu zu bringen, sich in die inszenierte Vorstellung einzumischen und so aktiv an der Bearbeitung des Themas teilzunehmen (siehe auch: Straßentheater).

## Rezeption
Die konkreten Experimente, die Boal anlässlich des Theaters der Welt 1979 in Hamburg mit deutschen Schauspielern veranstaltete, sind zwar nicht als Methode, aber in der Sache gescheitert. Boal, der in den 1970er-Jahren vor einer brutalen und menschenverachtenden Militärdiktatur in Brasilien geflohen war, konnte zwar die Technik des unsichtbaren Theaters eins zu eins nach Europa übertragen, nicht aber den erhofften aufklärerischen Zweck erzielen. In den Diskussionen, die auf die Experimente folgten, räumte Boal wörtlich ein, dass „die Unterdrückungsmechanismen in Deutschland viel zu subtil sind, um durch das unsichtbare Theater sichtbar gemacht zu werden.“
Die Methode des unsichtbaren Theaters wird heute u. a. von der Volxtheaterkarawane angewandt. Die Aktionen der Wiener Theatergruppe erregten immer wieder großes mediales Aufsehen, beispielsweise die „Biometrischen Vermessungen“, die im Rahmen des Festivals der Regionen 2003 am Gymnasium der Benediktiner in Lambach (Oberösterreich) an Schülern durchgeführt wurden. Die Volxtheater-Aktivisten gaben vor, Mitarbeiter eines European Institute for Biometric Research zu sein, und konnten so zunächst ungehindert an persönliche Daten der Schüler und Schülerinnen gelangen sowie Iris-Scans und Mundhöhlenabstriche an ihnen vornehmen.